# Geiger (Familienname)
Geiger ist ein Familienname.

## Namensträger

### A
- Abraham Geiger (1810–1874), deutscher Rabbiner
- Adelhelm Geiger (1899–1971), Schweizer Bauingenieur
- Adolf Geiger (1930/1931–2009), deutscher Unternehmer
- Alain Geiger (* 1960), Schweizer Fußballspieler und -trainer
- Albert Geiger (1866–1915), deutscher Schriftsteller
- Alexander von Geiger (1808–1891), deutsch-französischer Industrieller und französischer Politiker
- Alexandra Geiger (* 1974), deutsche Schlagersängerin, siehe Alexandra Hofmann
- Alfons Geiger (* 1944), deutscher Physiker
- Alfred Geiger (1834–1906), deutscher Schriftsteller
- Alisa Geiger (* 1996), deutsche Fußballspielerin
- Alois Geiger (1890–1943), deutscher Arzt und NS-Opfer
- Andreas Geiger (Kupferstecher, 1773) (1773–1856), österreichischer Kupferstecher
- Andreas Geiger (Kupferstecher, 1798) (1798–um 1873), österreichischer Kupferstecher
- Andreas Geiger (Sozialwissenschaftler) (* 1947), deutscher Sozialwissenschaftler und Hochschulrektor
- Andreas Geiger (Regisseur) (* 1969), deutscher Filmregisseur und Drehbuchautor
- Andreas Geiger (Lobbyist) (* 1971), deutscher Rechtsanwalt und Lobbyist
- Andreas Geiger (Fußballspieler) (* 1972), österreichischer Fußballspieler
- Andreas Geiger (Volleyballspieler) (* 1978), ungarischer Volleyballspieler
- Andreas Geiger (Informatiker) (* 1982), Informatiker und Hochschullehrer
- Anemone Geiger-Jaillet (* 1964), französische Linguistin und Hochschullehrerin
- Anna Bella Geiger (* 1933), brasilianische Bildhauerin, Malerin, Grafikerin und Lehrerin
- Annette Geiger (* 1968), deutsche Hochschullehrerin für Design- und Kulturgeschichte
- Anni Geiger-Hof (1897–1995), deutsche Schriftstellerin
- Arno Geiger (* 1968), österreichischer Schriftsteller
- August Geiger (1893–1991), deutscher Schreinermeister
- August Geiger-Thuring (1861–1896), deutscher Maler

### B
- Barbara Geiger (* 1981), deutsche Juristin, Richterin am Bundessozialgericht
- Bastien Geiger (* 1985), Schweizer Fußballspieler
- Benno Geiger (Schriftsteller) (1882–1965), österreichischer Kunsthistoriker, Kunsthändler, Schriftsteller und Übersetzer
- Benno Geiger (Keramiker) (1903–1979), Schweizer Keramiker
- Bernd Geiger (* 1940), deutscher Ingenieur
- Bernhard Geiger (1881–1964), deutscher Philologe und Altertumskundler
- Berthold Geiger (1847–1919), deutscher Rechtsanwalt und Politiker

### C
- Carl Geiger (Optiker) (eigtl. Carl Christoph Friedrich Geiger; 1811–1892), deutscher Optiker und Mechaniker
- Carl Geiger (Ingenieur) (1875–1958), deutscher Gießereiingenieur
- Carl Geiger (Jurist) (1890–1972), deutscher Jurist und Richter
- Carl Ignaz Geiger (eigtl.Kaspar Ignatius Joseph Anton Geiger; 1756–1791), deutscher Jurist und Schriftsteller
- Carl Joseph Geiger (1822–1905), österreichischer Maler
- Caspar Augustin Geiger (1847–1924), deutscher Maler
- Catharina Geiger (1789–1861), deutsche Malerin, Zeichnerin und Kunstsammlerin
- Christian Geiger (Fußballspieler) (* 1988), deutscher Fußballspieler
- Christian Geiger (Skirennläufer) (* 1988), australischer Skirennläufer
- Christina Geiger (Tiermedizinerin) (* 1979), Direktorin des Zoos Frankfurt
- Christina Geiger (Fußballspielerin) (* 1983), deutsche Fußballspielerin
- Christina Geiger, Geburtsname von Christina Ackermann (* 1990), deutsche Skirennläuferin
- Christoph Friedrich Geiger (1712–1767), deutscher Jurist und Hochschullehrer
- Clara Geiger-Woerner (1902–1996), Schweizer Handweberin und Textilgestalterin
- Clemens Geiger (1900–1995), deutscher Geistlicher, Missionsbischof in Xingu
- Connor Geiger (* 1994), deutscher Politiker (Volt Deutschland), Bundesvorsitzender von Volt Deutschland
- Conrad Geiger (1751–1808), deutscher Maler
- Constanze Geiger (1835–1890), österreichische Pianistin, Schauspielerin, Komponistin und Sängerin (Sopran)

### D
- Daniel Geiger (Ökonom), deutscher Ökonom
- Daniel Geiger (Musiker), deutscher Sänger, bekannt als Jack Letten bzw. Erik Cohen
- Daniel Geiger (Eishockeyspieler) (* 2006), deutscher Eishockeyspieler
- David H. Geiger (1935–1989), US-amerikanischer Bauingenieur
- Denise François-Geiger (1934–1993), französische Linguistin und Romanistin
- Dennis Geiger (Fußballspieler, 1984) (* 1984), deutscher Fußballspieler
- Dennis Geiger (Fußballspieler, 1998) (* 1998), deutscher Fußballspieler
- Dietmar Geiger (* 1971), deutscher Pflanzenphysiologe und Hochschullehrer
- Dirk Geiger (* 2002), deutscher Motorradrennfahrer

### E
- Eberhard Geiger (1944–2012), deutscher Brauwissenschaftler
- Edeltrud Geiger-Schmidt (* vor 1963), deutsche Architektin und Landesdenkmalpflegerin
- Eduard Geiger (1854–1922), deutscher Verwaltungsbeamter und Parlamentarier
- Emil Geiger (1874–1948), deutscher Elfenbeinschnitzer
- Erich Geiger (1924–2008), deutscher Regisseur, Bühnenautor und Autor
- Erik Geijar-Geiger (eigentlich Konrad Geiger; 1888–1945), deutscher Regisseur, Stummfilmschauspieler und NS-Kulturfunktionär
- Ernst Geiger (Schultheiß) (1866–1932), deutscher Schultheiß und Ehrenbürger
- Ernst Geiger (Geologe) (1885–1969), Schweizer Lehrer und Geologe
- Ernst Geiger (Unternehmer) (vor 1901–1974), Schweizer Unternehmer und Wirtschaftsmanager
- Ernst Geiger (* 1954), österreichischer Kriminalist
- Ernst Samuel Geiger (1876–1965), Schweizer Maler
- Eugen Geiger (1861–1931), deutscher Unternehmer

### F
- Falko Geiger (* 1949), deutscher Leichtathlet
- Fanny Edle von Geiger-Weishaupt (1862–1931), deutsche Landschaftsmalerin
- Franz Geiger (Theologe) (Taufname Johann Nepomuk; 1755–1843), deutscher katholischer Theologe, Franziskaner (bis 1805), Publizist und Hochschullehrer in der Schweiz
- Franz Geiger (1921–2011), deutscher Drehbuchautor, Regisseur und Schauspieler
- Franz Xaver Geiger (1749–1841), deutscher katholischer Geistlicher und Schriftsteller
- Freddy Geiger (1955–2024), Schweizer Unternehmer
- Friedemann Geiger (* 1977), deutscher Psychologe und Hochschullehrer
- Friedrich Geiger (Altphilologe) (1890–1914), deutscher Klassischer Philologe
- Friedrich Geiger (Fahrzeugdesigner) (1907–1996), deutscher Fahrzeugdesigner
- Friedrich Geiger (Musikwissenschaftler) (* 1966), deutscher Musikwissenschaftler
- Fritz Geiger (1924–1980), deutscher Sportfunktionär

### G
- Gebhard Geiger (* 1948), deutscher Physiker, Politikwissenschaftler, Wissenschaftsphilosoph und Hochschullehrer
- Georg Geiger (1894–1972), deutscher Gewerkschafter, Politiker, Unternehmer und Funktionär
- Gerhard Geiger (* 1936), deutscher Heimatforscher
- Gisela Geiger (* 1951), deutsche Kuratorin und Museumsleiterin
- Gisela Geiger-Nietsch (1927–2013), deutsche Juristin und Richterin am Bundessozialgericht
- Godehard Geiger OSB (1853–1937), Benediktiner im bayerischen Kloster Metten
- Gunter Geiger (* 1967), Direktor des Bonifatiushauses Fulda
- Gustav Geiger (1887–1967), deutscher Generalmajor

### H
- Hannsludwig Geiger (1902–1980), deutscher Journalist und Schriftsteller
- Hans Geiger (Physiker) (Johannes Wilhelm Geiger; 1882–1945), deutscher Physiker
- Hans Geiger (Fußballspieler, I), österreichischer Fußballspieler (Rapid Wien)
- Hans Geiger (Schachspieler) (1899–1972), österreichischer Schachspieler und -funktionär
- Hans Geiger (Fußballspieler, 1905) (1905–1991), deutscher Fußballspieler und -trainer
- Hans Geiger (Fußballspieler, III), österreichischer Fußballspieler (Innsbrucker AC)
- Hans Geiger (Politiker) (1912–1986), deutscher Politiker (SPD)
- Hans Geiger (Ökonom) (* 1943), Schweizer Ökonom und Bankmanager
- Hans-Joachim Geiger (1913–1962), deutscher Mediziner und SS-Hauptsturmführer
- Hansjörg Geiger (* 1942), deutscher Jurist und politischer Beamter
- Hans-Ulrich Geiger (* 1937), Schweizer Numismatiker
- Harald Geiger (* 1949), deutscher Rechtswissenschaftler und Hochschullehrer
- Hartwig H. Geiger (* 1939), deutscher Pflanzenzüchter
- Heinrich Geiger (* 1954), deutscher Sinologe und Kunstwissenschaftler
- Hellmut Geiger (1897–1989), deutscher Unternehmer
- Helmut Geiger (Politiker, 1928) (1928–2020), deutscher Politiker (CSU), MdB
- Helmut Geiger (Fußballspieler) (1934–2006), deutscher Fußballspieler
- Helmut Geiger (Politiker, II), deutscher Politiker (DDR-CDU), MdV
- Henny Geiger-Spiegel (1856–1915), deutsche Bildhauerin
- Herman Geiger-Torel (1907–1976), kanadischer Opernregisseur und Musikpädagoge
- Hermann Geiger (Geistlicher) (1827–1902), deutscher Geistlicher
- Hermann Geiger (Pharmazeut) (1870–1962), Schweizer Apotheker und Industrieller
- Hermann Geiger (Maler) (1904–1989), deutscher Maler und Grafiker
- Hermann Geiger (Pilot) (1914–1966), Schweizer Pilot
- Hermann Geiger (Politiker) (* 1946), deutscher Politiker (SPD)
- Hugo Geiger (1901–1984), deutscher Politiker (CSU)

### I
- Ida Geiger (1898–1959), Rädelsführerin
- Ingmar Geiger (* 1978), deutscher Wirtschaftswissenschaftler und Hochschullehrer

### J
- Jakob Geiger (1854–1925), Abgeordneter der II. Kammer der Badischen Ständeversammlung (1909–1912)
- Jeff Geiger (1957–2021), austro-kanadischer Eishockeyspieler
- Jochen Geiger (* 1959), deutscher Basketballspieler und -schiedsrichter
- Johann Geiger (Politiker) (1836–1898), deutscher Politiker
- Johann Baptist Geiger (um 1761–??), deutscher Violinist
- Johann Burkhard Geiger (1743–1809), deutscher Rechtswissenschaftler und Hochschullehrer
- Johann Friedrich Geiger (1779–1825), württembergischer Oberamtmann
- Johann Heinrich Geiger (1764–1849), deutscher Buchdrucker und Verleger
- Johann Nepomuk Geiger (1755–1843), deutscher Theologe und Kirchenhistoriker, siehe Franz Geiger (Theologe)
- Johann Nepomuk Geiger (1805–1880), österreichischer Maler
- John Geiger (1873–1956), US-amerikanischer Ruderer
- Jörg Geiger (* um 1966), deutscher Neurophysiologe und Hochschullehrer
- Josef Geiger (Politiker, 1833) (1833–1912), deutscher Jurist und Politiker (Zentrum), MdR
- Josef Geiger (Politiker, 1852) (1852–1929), deutscher Gutsbesitzer und Politiker (Zentrum), MdR
- Josef Geiger (Landrat) (1883–1947), deutscher Kaufmann und Politiker (CSU)
- Josef Albert Geiger (1889–??), deutscher Lehrer und Autor
- Joseph Geiger (1810–1861), österreichischer Komponist
- Joseph Geiger (Philologe) (* 1938), israelischer Klassischer Philologe
- Jüfan Geiger (* 1981), deutscher Basketballspieler
- Jürgen Geiger (* 1959), deutscher Kunstturner

### K
- Karl Geiger (Bibliothekar) (1855–1924), deutscher Bibliothekar
- Karl Geiger, Pseudonym von Eduard Weckerle (1890–1956), deutscher Gewerkschafter und Journalist
- Karl Geiger (Unternehmer) (* 1959), deutscher Automobilunternehmer
- Karl Geiger (Skispringer) (* 1993), deutscher Skispringer
- Karl August Geiger (1863–1937), deutscher Kirchenrechtler und Hochschullehrer
- Karsten Geiger, deutscher American-Football-Spieler
- Klaus Geiger (Physiker) (1921–2013), deutsch-kanadischer Atomphysiker
- Klaus Geiger (Journalist) (* 1976), deutscher Journalist
- Klaus F. Geiger (* 1940), deutscher Sozialwissenschaftler
- Klaus-Michael Geiger (* 1962), deutscher Finanzmanager
- Konrad Geiger, bürgerlicher Name von Erik Geijar-Geiger (1888–1945), deutscher Regisseur, Stummfilmschauspieler und NS-Kulturfunktionär
- Konrad Geiger (Fußballspieler) (* 1935), deutscher Fußballspieler
- Kurt Geiger (Politiker) (1914–2009), deutscher Politiker (CDU)
- Kurt Geiger (General) (1920–1993), deutscher Militärmediziner

### L
- Lazarus Geiger (1829–1870), deutscher Sprachphilosoph
- Leo Geiger (1900–1958), österreichischer Politiker (SPÖ)
- Louis-Bertrand Geiger (1906–1983), französischer Dominikaner und Philosoph
- Ludwig Geiger (eigentlich Lazarus Abraham Geiger; 1848–1919), deutscher Literatur- und Kulturhistoriker
- Ludwig Carl Geiger (1882–1966), Schweizer Seismologe

### M
- Malachias Geiger (1606–1671), Stadtarzt in München und Leibarzt des Kurfürsten Maximilian
- Manfred Geiger (* 1941), deutscher Ingenieur und Hochschullehrer
- Marcus Hans Geiger (* 1957), Schweizer Maler und Objektkünstler
- Margarethe Geiger (1783–1809), deutsche Malerin, Zeichnerin und Grafikerin
- Mark Geiger (* 1974), US-amerikanischer Fußballschiedsrichter
- Martin Geiger (Bischof) (um 1602–1669), österreichischer Geistlicher, Weihbischof in Passau
- Martin Geiger (Architekt) (1936–2016), Schweizer Architekt
- Martin Geiger (Geograph) (* 1975), deutscher Geograph, Migrationsforscher und Hochschullehrer
- Martin Josef Geiger (* 1973), deutscher Wirtschaftswissenschaftler und Hochschullehrer
- Mathias Geiger (* 1957), deutscher Politiker
- Max Geiger (Jurist) (1875–1942), Präsident des Bayerischen Verwaltungsgerichtshofs
- Max Geiger (Botaniker) (Max Geiger-Huber; 1903–1977), Schweizer Botaniker, Mikrobiologe und Hochschullehrer
- Max Geiger (1922–1978), Schweizer reformierter Pfarrer und Theologie-Professor
- Maximilian Geiger (1896–1974), deutscher Bankmanager
- Melinda Geiger, Geburtsname von Melinda Terec (* 1987), rumänische Handballspielerin
- Michael Geiger (* 1960), deutscher Fußballspieler und -trainer
- Michael Geiger (Tischtennisfunktionär) (* 1965), deutscher Tischtennisfunktionär
- Michaela Geiger (1943–1998), deutsche Politikerin (CSU)
- Moritz Geiger (1880–1937), deutscher Philosoph

### N
- Nikolaus Geiger (1849–1897), deutscher Maler und Bildhauer
- Norbert Geiger (* 1962), deutscher Ökonom und Jurist

### O
- Otto Geiger (Ingenieur) (1848–1915), Schweizer Vermessungsingenieur, Unternehmer und Straßenbauinspektor
- Otto Geiger (Archivar) (1868–1957), deutscher Archivar

### P
- Patrick Geiger (* 1989), deutscher Eishockeyspieler
- Paul Geiger (Pharmazeut) (1874–1943), Schweizer Apotheker, Pharmazeut und Industrieller (pharmazeutische Firmen Gaba und Wybert)
- Paul Geiger (Volkskundler) (1887–1952), Schweizer Volkskundler
- Paul Geiger (Architekt) (1902–1971), Schweizer Architekt
- Paula Geiger-von Blanckenburg (1875–1956), deutsche Malerin und Grafikerin
- Peter Geiger (1942–2025), liechtensteinischer Historiker
- Peter Johann Nepomuk Geiger (1805–1880), österreichischer Maler und Zeichner
- Philipp Lorenz Geiger (1785–1836), deutscher Chemiker und Pharmazeut
- Pola Geiger (* 2004), polnisch-deutsche Schauspielerin

### R
- Raimund Geiger (1889–1968), deutscher Maler
- Ralph Geiger (* 1972), österreichischer Fußballspieler
- Reinold Geiger (* 1947), österreichischer Unternehmer
- Richard Geiger (1870–1945), österreichischer Maler
- Roland Geiger (* 1941), deutscher Siebdrucker, Verleger und Galerist
- Roland Geiger (Heimatforscher) (* 1963), deutscher Heimatforscher
- Rolf Geiger (Chemiker) (1923–1988), deutscher Chemiker
- Rolf Geiger (1934–2023), deutscher Fußballnationalspieler
- Rosy Geiger-Kullmann (1886–1964), US-amerikanische Pianistin, Klavierpädagogin und Komponistin deutscher Herkunft (Emigration über Kuba, 1940 in die USA)
- Roy Geiger (1885–1947), US-amerikanischer General des United States Marine Corps
- Rudolf Geiger (General) (1891–1972), deutscher Generalmajor
- Rudolf Geiger (Klimatologe) (1894–1981), deutscher Klimatologe
- Rudolf Geiger (Märchenforscher) (1908–1999), deutscher Literaturwissenschaftler, Schriftsteller und Märchenforscher
- Rudolf Geiger (Jurist) (* 1937), deutscher Jurist
- Rupprecht Geiger (1908–2009), deutscher Maler
- Ruth-Esther Geiger (* 1950), deutsche Autorin und Journalistin

### S
- Salomon Geiger (1792–1878), deutscher Rabbiner
- Sebastian Geiger (* um 1974), Geowissenschaftler und Hochschullehrer
- Simon Geiger (* 2002), schweizerisch-italienischer Fußballspieler
- Sissy Geiger (* 1938), deutsche Politikerin (CDU)
- Stephan Geiger (* 1968), deutscher Kunsthistoriker, Kurator, Galerist und Autor
- Susanne Geiger (* 1964), deutsche Schriftstellerin

### T
- Teddy Geiger (* 1988), US-amerikanischer Musiker und Schauspieler
- Theodor Geiger (Architekt) (1832–1882), Schweizer Architekt
- Theodor Geiger (1891–1952), deutscher Soziologe
- Thomas Geiger (Literaturvermittler) (* 1960), deutscher Literaturvermittler, Zeitschriftenherausgeber, Lektor und Redakteur
- Thomas Geiger (Künstler) (* 1983), deutscher Künstler
- Toni Ming Geiger (* 1990), deutscher Pianist

### U
- Udo Geiger (* 1957), deutscher Richter
- Ulla Geiger (1951–2024), deutsche Schauspielerin und Kabarettistin
- Ulrich Geiger (1940–2009), deutscher Pharmazeut und Funktionär
- Ulrich Geiger-Schwarz (?–1916), Schweizer Weinhändler und Sammler von Altertümern
- Ursula Geiger (1919–2011), Schweizer Autorin

### V
- Vinzenz Geiger (* 1997), deutscher Nordischer Kombinierer

### W
- Wacław Geiger (1907–1988), polnischer Komponist, Dirigent und Musikpädagoge
- Walter Geiger (Politiker) (1901–1995), deutscher Politiker (LDP)
- Walter Geiger (Volkswirt) (1905–nach 1971), deutscher Journalist und Volkswirt
- Walter Geiger (Ingenieur) (1921–2017), deutscher Ingenieur
- Walter Geiger (Komponist) (1926–2015), deutscher Bandgründer, Musiker und Komponist
- Walter Geiger (Mediziner) (1940–2018), deutscher Gynäkologe und Hochschullehrer
- Werner Geiger (* 1953), österreichischer Maler und Zeichner
- Wilfried Geiger (* 1952), deutscher Kommunalpolitiker (parteilos) und Bürgermeister (Stadt Buchholz in der Nordheide)
- Wilhelm Geiger (Sprachwissenschaftler) (1856–1943), deutscher Indologe und Iranist
- Wilhelm Geiger (Politiker) (1869–1940), deutscher Politiker, Oberbürgermeister der Stadt Feuerbach
- Wilhelm Geiger (Bildhauer) (1869–1945), Schweizer Bildhauer
- Wilhelm Geiger (Unternehmer) (vor 1903–1968), deutscher Unternehmer und Firmengründer
- Willi Geiger (Maler) (1878–1971), deutscher Maler
- Willi Geiger (Richter) (1909–1994), deutscher Jurist und Richter
- Willi Geiger (Politiker) (1924–1999), Schweizer Jurist und Politiker
- Willy Geiger (Entomologe) (* 1952), Schweizer Entomologe
- Wolfgang Geiger (Brauer) (1847–1925), deutscher Brauereidirektor und Philanthrop
- Wolfgang Geiger (1875–1961), österreichischer Regisseur, Kameramann und Drehbuchautor beim deutschen Stummfilm
- Wolfgang Geiger (Historiker) (* 1956), deutscher Historiker